# إدوارد كورنيليوس أوليري
إدوارد كورنيليوس أوليري (بالإنجليزية: Edward Cornelius O'Leary)‏ هو قسيس أمريكي، ولد في 21 أغسطس 1920 في بانجور في الولايات المتحدة، وتوفي في 2 أبريل 2002 في بورتلاند في الولايات المتحدة.